# Société suisse de psychologie
Pour les articles homonymes, voir SSP.
La Société suisse de psychologie, appelée en allemand Schweizerische Gesellschaft für Psychologie, est une association professionnelle suisse de psychologues qui a été fondée sous l'égide de Jean Piaget et Carl Gustav Jung en 1943. Elle est affiliée à la Fédération suisse des psychologues.
Parmi les présidents de la SSP se trouvent Charles Odier (1952-1955), Richard Meili (1955-1959), Michel Gressot (1959-1962), Bärbel Inhelder (1965-1968) et Rémy Droz (1973-1976).